# ریخنوف و یابلونتسه ناد نیسوو
ریخنوف و یابلونتسه ناد نیسوو (به لاتین: Rychnov u Jablonce nad Nisou) یک منطقهٔ مسکونی در جمهوری چک است که در ناحیه یابلونتس ناد نیسوو واقع شده‌است. ریخنوف و یابلونتسه ناد نیسوو ۲٬۳۵۹ نفر جمعیت دارد.